# استان کالکا
استان کالکا (به اسپانیایی: Provincia de Calca) یک روستا در پرو است که در منطقه کوزکو واقع شده‌است. استان کالکا ۴٬۴۱۴٫۴۹ کیلومتر مربع مساحت و ۶۵٬۴۰۷ نفر جمعیت دارد.